# Рубань
Ру́бань (укр. Рубань) — село в Немировском районе Винницкой области Украины.
Код КОАТУУ — 0523086601. Население по переписи 2001 года составляет 932 человека. Почтовый индекс — 22831. Телефонный код — 4331.
Занимает площадь 5,026 км².
Упоминание села
В 80-х — 90-х гг. XX в. в селе работал известный украинский художник Александр Иосифович Шкуропат (1964—2008). В отдельных его произведениях запечатлено название села: Этюд (с. Рубань), Ночь в с. Рубань, Бабы села Рубань, Осень в с. Рубань, Село Рубань и другие.
Пребывание в маленьком украинском селе Рубань вдали от «цивилизации» среди простых людей привело мастера к новому взгляду на изображение перспективы и горизонта на своих полотнах. В целом цикле его картин «Моя Украина» живописец изображает план в виде округлённого холма, на котором покоятся хатки, олицетворяя его, таким образом, с отдельной планетой (см. ссылку).

## Адрес местного совета
22831, Винницкая область, Немировский р-н, с. Рубань